# Hoofdbrug (Amsterdam)
De Hoofdbrug (brug 299) is een vaste brug in Amsterdam-Centrum
De brug is gelegen in de Prins Hendrikkade en overspant het water van de Geldersekade. De brug ligt aan de oostkant van de Schreierstoren.
De eerste brug die hier lag kwam in 1682 toen burgemeesters Joan Munter en Johannes Hudde in één keer drie bruggen lieten bouwen, de anderen waren de Kraansluis en Kikkerbilssluis. Amsterdam was weer toe aan stadsuitbreiding en moest een verbinding over de Geldersekade hebben. Een gedenksteen omtrent de eerstesteenlegging op 10 juni door twee neven van de heren Lukas Trip en Willem Gerret Dedel herinnert daaraan. Vanaf dan wordt de brug verscheidene malen vervangen en verstevigd en verbreed tot wat zij nu is. 
Een eerste naam voor deze brug verwijst naar haar functie: Gelderse Kaai’s waterkering. Haar huidige naam dank ze net als de nauwelijks een kilometer verder liggende Kamperbrug (brug 285) aan het Bolwerk Kamperhoofd.

## Afbeeldingen

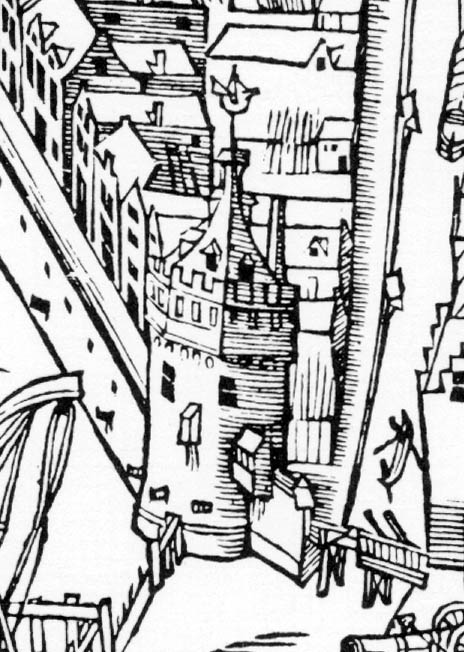
Een detail op de kaart van Cornelis Anthonisz. uit 1544 laat wel de toren zien, maar niet de brug
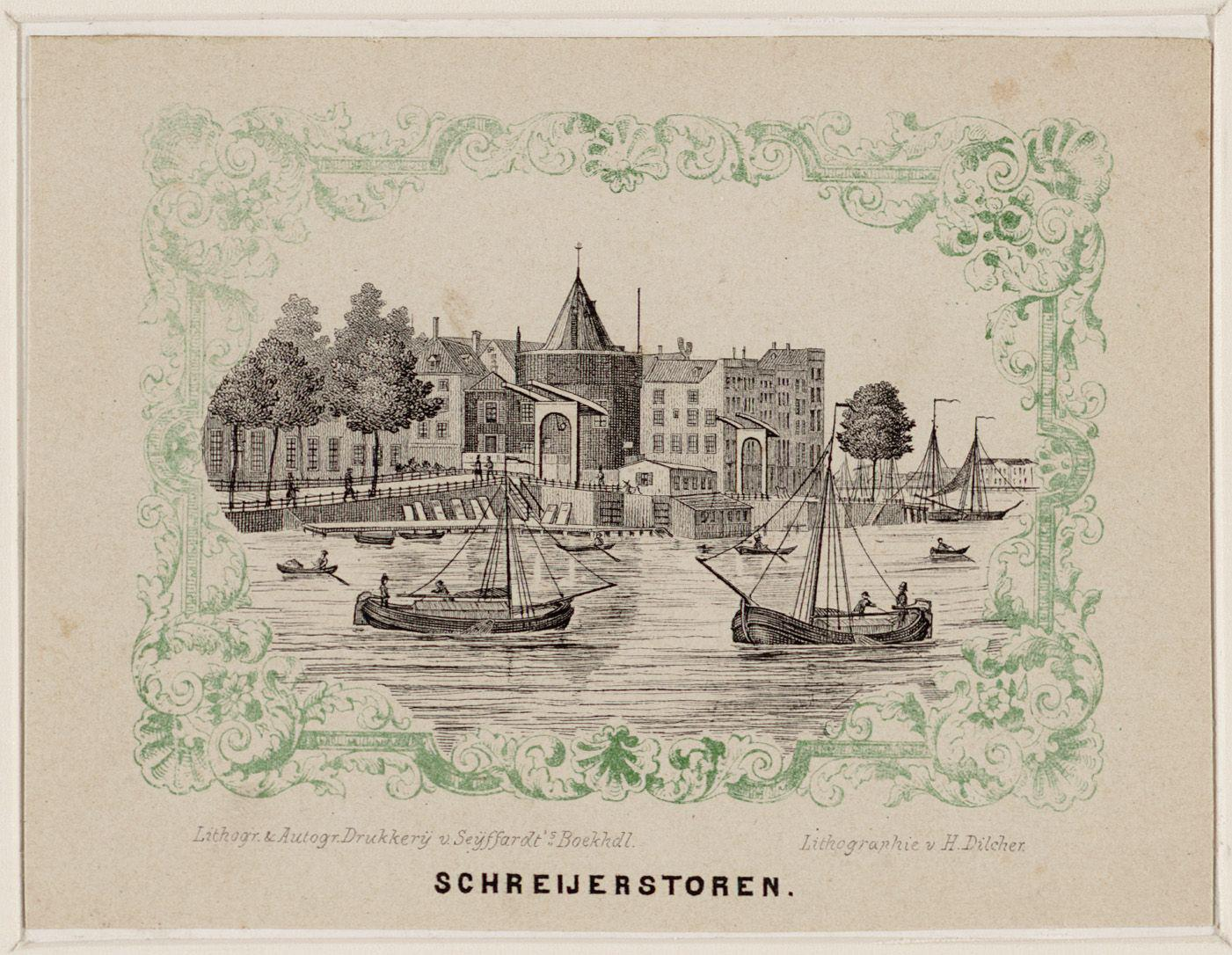
De brug door Heinrich Dilcher in 1852
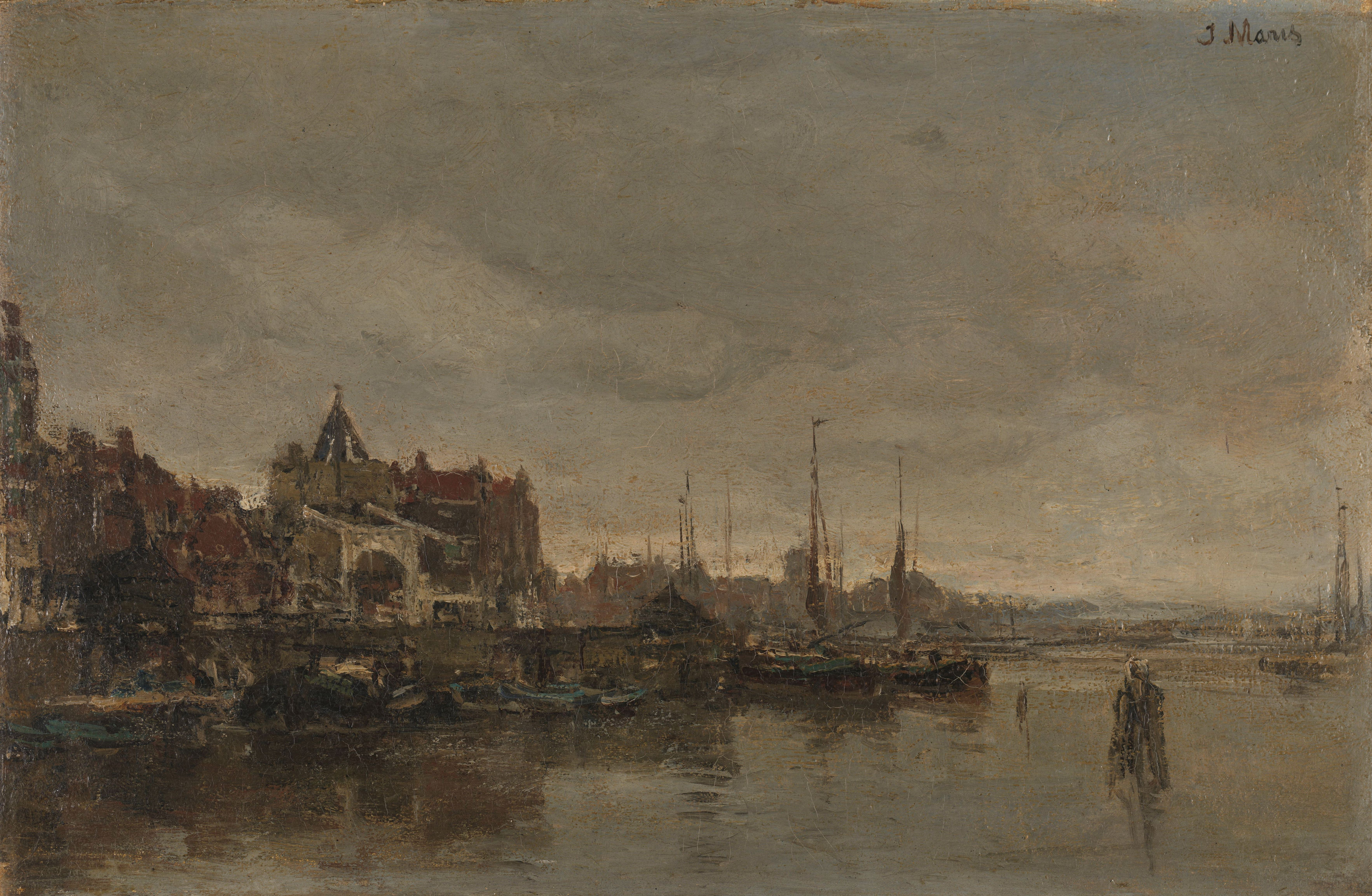
De brug door Jacob Maris, circa 1875
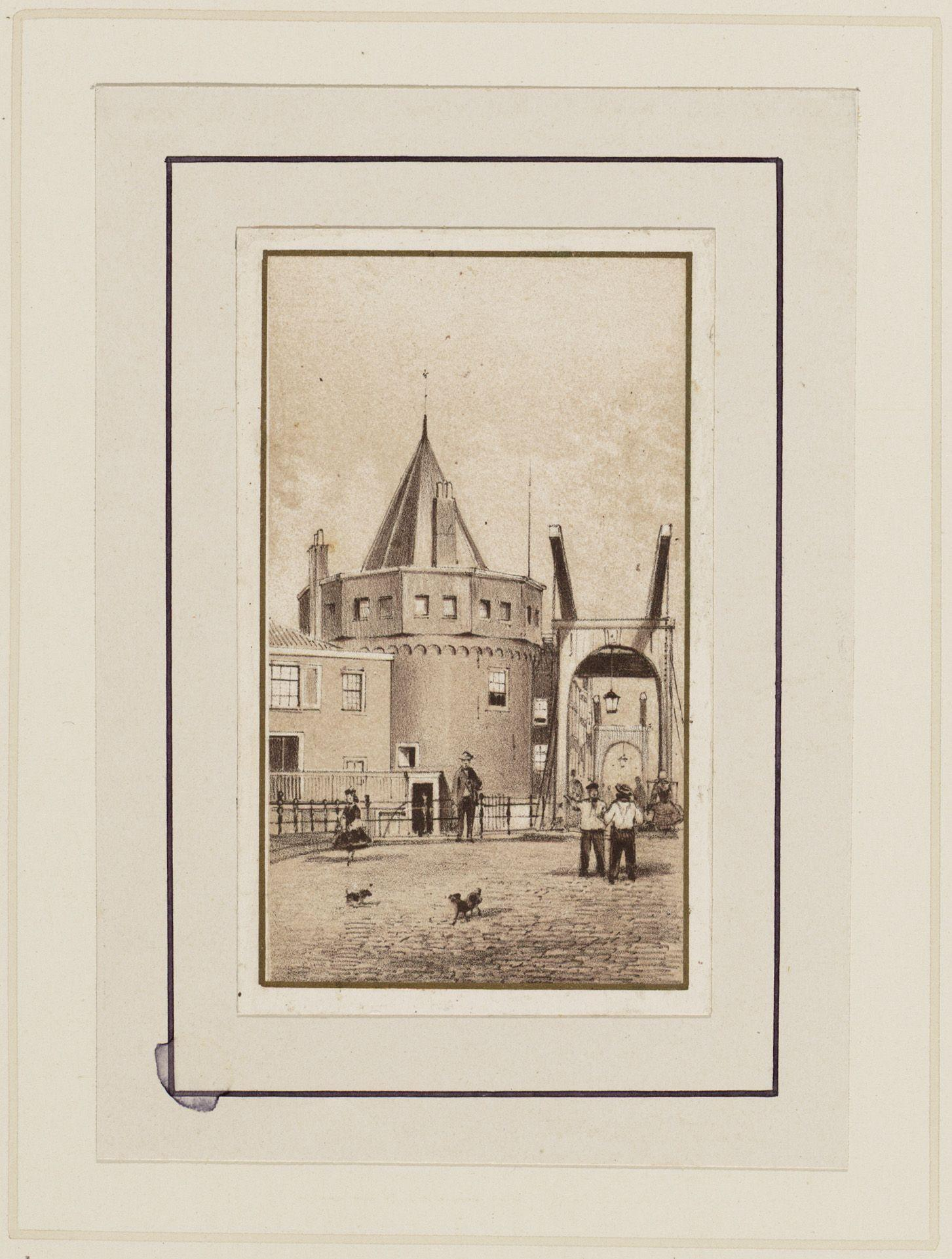
Een ophaalbrug op een tekening van Pieter Oosterhuis uit circa 1880
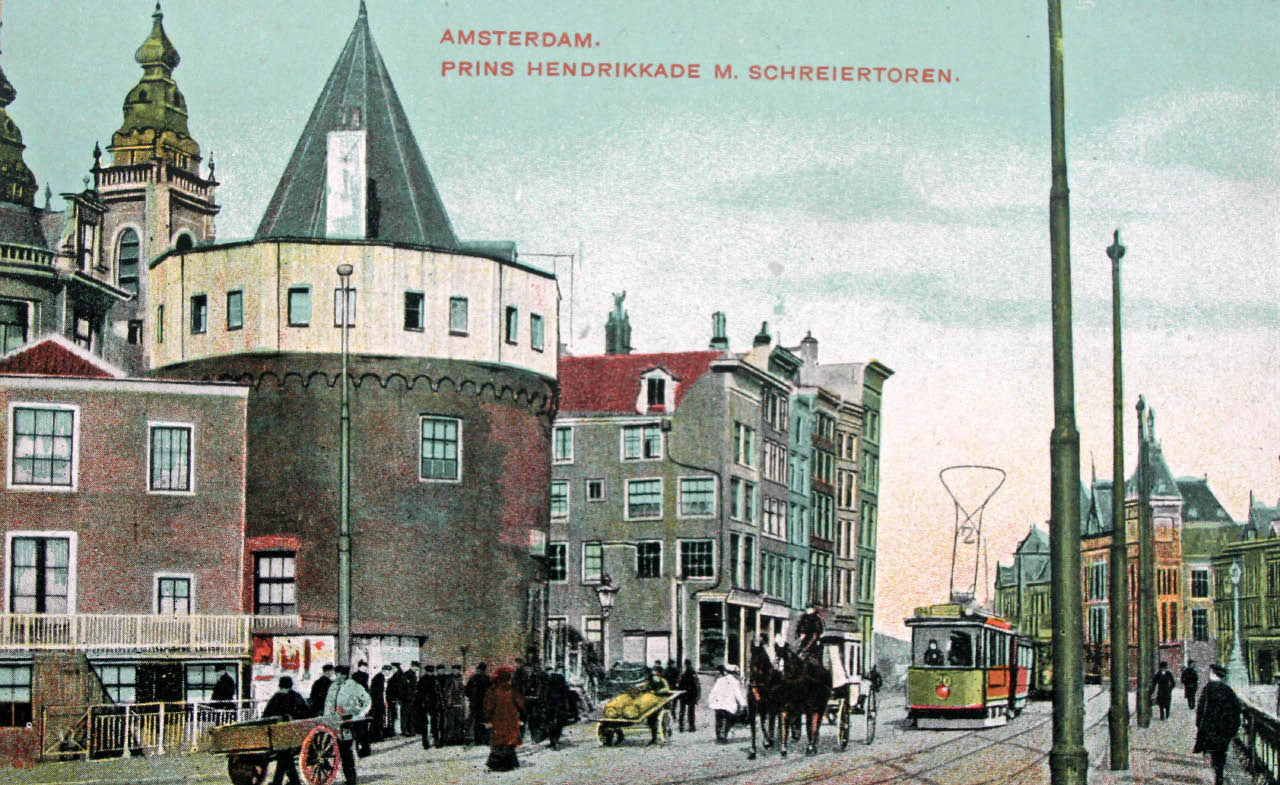
De brug in 1910 met tramlijn 7
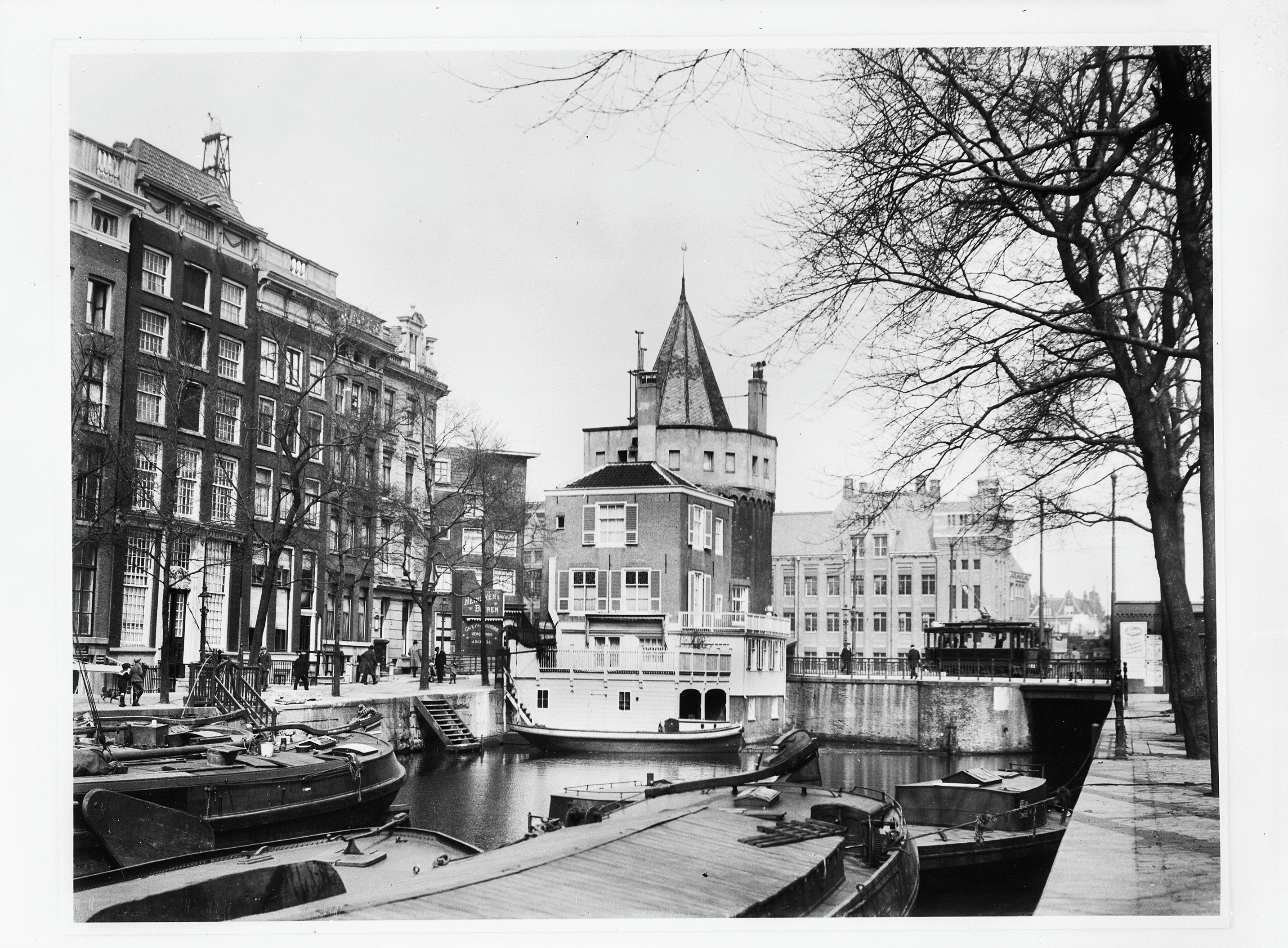
De brug gefotografeerd in 1930

<<< · 200 · 201 · 202 · 203 · 204 · 205 · 206 · 207 · 208 · 209 ·  210 · 211 · 212 · 213 · 214 · 215 · 216 · 217 · 218 · 220 · 221 · 222 · 223 · 224 · 225 · 226 · 227 · 228 · 228P · 229 · 230 · 231 · 232 · 233 · 234 · 235 · 236 · 237 · 238 · 239 ·  240 · 241 · 242 · 243 · 244 · 245 · 246 · 247 · 248 · 249 ·  250 · 251 · 252 · 253 · 254 · 255 · 256 · 257 · 258 · 259 · 260 · 261 · 262 · 263 · 264 · 265 · 266 · 267 · 270 · 271 · 272 · 273 · 274 · 275 · 277 · 278 · 279 · 280 · 281 · 283 · 285 · 286 · 287 · 288 · 289 · 290 · 291 · 292 · 293 · 295 · 296 · 297 · 298 · 299 · >>>
Brugnummers 219, 268, 269, 276, 282, 284, 294 zijn niet (meer) in omloop.